# Corey Feldman
Corey Scott Feldman (n. 16 iulie 1971, Los Angeles, California, SUA) este un actor american, cântăreț și activist. A devenit cunoscut în anii 1980 cu rolurile din filme precum Gremlins (1984), The Goonies (1985) și Prietenie (1986). În 1987, Feldman a făcut parte din distribuția filmului horror Frați de Sânge alături de actorul Corey Haim. Cei doi au devenit cunoscuți sub denumirea de „Cei Doi Corey” și au jucat împreună în mai multe filme printre care License to Drive⁠(d) (1988) și Dream a Little Dream⁠(d) (1989).

## Viața și cariera
Feldman s-a născut în Reseda, California⁠(d), fiul lui Bob și Sheila Feldman. Tatăl acestuia era muzician, iar mama sa ospătăriță. Acesta este evreu și este cunoscut pentru credințele sale în fenomenele paranormale.
Feldman și-a început cariera la vârsta de trei ani odată cu apariția într-o reclamă pentru compania McDonald's.  În tinerețe, a apărut în peste 100 de reclame de televiziune și în 50 de seriale, printre care The Bad News Bears⁠(d), Mork & Mindy, Eight Is Enough⁠(d), One Day at a Time⁠(d) și Cheers. A fost în filmele Mașina timpului și Vulpea și Câinele. În 1981, a apărut în comedia How to Eat Like a Child alături de alte viitoare vedete precum Billy Jayne și Georg Olden.

## Filmografie
- Mașina timpului (1979) – băiat la muzeu
- Vulpea și câinele (1981) – tânărul Copper
- Vineri 13: Capitolul final (1984) – Tommy Jarvis
- Gremlinii (1984) – Pete Fountaine
- Vineri 13: Un nou început (1985) – Tommy Jarvis
- Tâlharii (1985) – Clark 'Mouth' Devereaux
- Prietenie (1986) – Teddy Duchamp
- Frați de sânge (1987) – Edgar Frog
- License to Drive (1988) – Dean
- The 'Burbs (1989) – Ricky Butler
- Dream a Little Dream (1989) – Bobby Keller
- Țestoasele Ninja (1990) – Donatello (voce)
- Edge of Honor (1991) – Butler
- Rock 'n' Roll High School Forever (1991) – Jessie Davis
- The Magic Voyage (1992) – Pico (voce)
- Meatballs 4 (1992) – Ricky Wade
- Round Trip to Heaven (1992) – Larry
- Blown Away (1993) – Wes Gardner
- Stepmonster (1993) – Phlegm
- National Lampoon's Loaded Weapon 1 (1993) – Young Cop
- Teenage Mutant Ninja Turtles III (1993) – Donatello (voce)
- Lipstick Camera (1994) – Joule Iverson
- National Lampoon's Last Resort (1994) – Sam
- Maverick (1994) – Bank Robber
- A Dangerous Place (1994) – Taylor
- Voodoo (1995) – Andy
- Dream a Little Dream 2 (1995) – Bobby Keller
- Bordello of Blood (1996) – Caleb Verdoux
- South Beach Academy (1996) – Billy Spencer
- Red Line (1996) – Tony
- Evil Obsession (1997) – Homer
- Busted (1997) – David (și regizor)
- Born Bad (1997) – Marco
- The Waterfront (1998)
- Strip 'n Run (1998)
- Storm Trooper (1998) – Roth
- She's Too Tall (1999) – Doug Beckwith
- The Million Dollar Kid (2000) – Charles
- The Scarecrow (2000) – Max the Mouse
- Citizen Toxie: The Toxic Avenger IV (2000) – Sarah's Gynecologist
- Porn Star: The Legend of Ron Jeremy (2001) – Himself (documentar)
- My Life as a Troll (2001)
- Seance a.k.a. Killer in the Dark (2001) – John
- Bikini Bandits (2002) – Angel Gabriel
- Pauly Shore Is Dead (2003) – Himself
- Mayor of the Sunset Strip (2003) – Himself (documentar)
- Dickie Roberts: Former Child Star (2003) – Rolul său
- Serial Killing 4 Dummys (2004) – Store Clerk
- My Date with Drew (2004) – Rolul său (documentar)
- No Witness (2004) – Mark Leiter
- The Birthday (2004) – Norman Forrester
- Puppet Master vs Demonic Toys (2004) – Robert Toulon
- Space Daze (2005) – Rolul său
- Terror Inside (2008) – Allen
- Lost Boys: The Tribe (2008) – Edgar Frog
- Hooking Up (2009) – Ryan Thompson
- Lucky Fritz (2009) - Lucky Fritz
- Splatter (2009) – Jonny Splatter
- Lost Boys: The Thirst (2010) – Edgar Frog
- We Will Rock You (2011) – Samuel Stilman
- Six Degrees of Hell (2012) – Kyle Brenner
- The Zombie King (2013) – Kalfu
- Crystal Lake Memories: The Complete History of Friday the 13th(2013) – Rolul său / Narator
- Sharknado 3: Oh Hell No! (2015) – Aleksandr
- Corbin Nash (2018) - Queeny
- (My) Truth: The Rape of 2 Coreys (2020)

## Legături externe
- Site web oficial
- Corey Feldman la Internet Movie Database
- Corey Feldman la TCM Movie Database
- When Young Stars Burn Out MSN Movies